# Dragon Ball Z: Buyū retsuden
Dragon Ball Z: Buyū retsuden (ドラゴンボールZ 武勇烈伝?, Doragon Bōru Zetto buyū retsuden, lett. "Dragon Ball Z: La leggenda dell'eroismo") è un videogioco di Dragon Ball Z per Sega Mega Drive. Il gioco è stato prima distribuito in Giappone il 1º aprile 1994, e in seguito è stata distribuita una versione francese in alcuni paesi europei intitolata Dragon Ball Z: L'Appel du destin (lett. "Dragon Ball Z: La chiamata del destino"). La versione giapponese fu venduta anche in Portogallo, abbinata a un regional converter (Mega Key III). Il gioco non è stato mai tradotto in inglese e distribuito in Nord America.
Il gioco sembra liberamente basato su diversi eventi dell'anime di Dragon Ball Z, anche se con una specie di what if? (per esempio, nella storia C-18 ella risulta già sposata con Crilin, mentre nella storia di Crilin lui deve difendere e disattivare per impedire a Cell di assorbirla.
Il gameplay e la grafica sono molto simili a quelli della serie Super Butoden per Super Nintendo.

## Personaggi selezionabili
- Goku (Super Saiyan)
- Gohan (Ragazzo) (Super Saiyan 2)
- Piccolo
- Vegeta (Super Saiyan)
- Trunks "Futuro Alternativo" (Super Saiyan)
- Cell (Corpo Perfetto)
- Cyborg N°18
- Crilin
- Freezer (Corpo Perfetto)
- Rekoom
- Capitano Ginew